# Франческо Лігуорі
Франческо Лігуорі (італ. Francesco Liguori, нар. 12 червня 1946, Неаполь, Італія) — італійський футболіст, що грав на позиції півзахисника. По завершенні ігрової кар'єри — тренер.
Виступав, зокрема, за клуби «Тернана» та «Болонья».

## Ігрова кар'єра
Вихованець футбольної школи клубу «Тернана». Дорослу футбольну кар'єру розпочав 1965 року в основній команді того ж клубу, в якій провів п'ять сезонів, взявши участь у 130 матчах чемпіонату. Більшість часу, проведеного у складі «Тернани», був основним гравцем команди.
Своєю грою за цю команду привернув увагу представників тренерського штабу клубу «Болонья», до складу якого приєднався 1970 року. Відіграв за болонської команду наступні три сезони своєї ігрової кар'єри.
1973 року уклав контракт з клубом «Фоджа», у складі якого провів наступний рік своєї кар'єри гравця. Граючи у складі «Фоджі» також здебільшого виходив на поле в основному складі команди.
З 1974 року знову, цього разу один сезон захищав кольори команди клубу «Болонья».
Завершив професійну ігрову кар'єру у клубі «Бриндізі», за команду якого виступав протягом 1974—1976 років.

## Кар'єра тренера
Розпочав тренерську кар'єру, повернувшись до футболу після невеликої перерви, 1982 року, очоливши тренерський штаб клубу «Болонья».
1989 року став головним тренером команди «Палермо», тренував клуб зі столиці Сицилії два роки.
Протягом тренерської кар'єри також очолював команди клубів «Беневенто», «Самбенедеттезе», «Кавезе», «Козенца», «Казертана», «Торрес» та «Монополі».
Наразі останнім місцем тренерської роботи був клуб «Кавезе», головним тренером команди якого Франческо Лігуорі був з 1995 по 1996 рік.